# Фитцгиббон, Джон
Джон Фитцгиббон, 2-й граф Клэр (англ. John FitzGibbon, 2nd Earl of Clare, 10 июня 1792 — 28 августа 1851) — британский общественный деятель и колониальный администратор. Сын Джона Фитцгиббона, 1-го графа Клэра, лорда-канцлера Ирландии, и его жены Энн. Он наследовал титулы барона Фитцгиббона в пэрстве Англии и графа Клэр в пэрстве Ирландии в 1802 году.

## Биография
Фитцгиббон получил образование в школе Гарроу и Крайст-Чёрч в Оксфорде, окончив последний в 1812 году. С 1820 по 1851 год он занимался управлением поместья, если не состоял на общественной службе, и с 1820 года также участвовал в работе Палаты лордов. В 1830 году он стал тайным советником и позднее был назначен губернатором Бомбея, данный пост он занимал с 21 марта 1831 по 17 марта 1835 года.
В 1835 году он стал рыцарем Большого креста Королевского Гвельфского ордена, в 1839 году стал членом Королевского азиатского общества; рыцарем ордена Святого Патрика в 1845 году. Он был помощником наместника графства Лимерик с 1846 по 1849 год и впоследствии лордом-наместником города Лимерик до конца своей жизни.
Останки Фитцгиббона и его жены покоятся в Катакомбах IV [Vault63] в Кенсал-Грин, Лондон, где внутри склепа можно увидеть его специальный головной убор (англ. Cap of Maintenance).
Он также был известен как большой друг лорда Байрона, пока посещал школу Гарроу.